# Biel (Slowakei)
Biel (bis 1948 slowakisch „Bieľ“; ungarisch Bély) ist eine Gemeinde im Osten der Slowakei mit 1351 Einwohnern (Stand 31. Dezember 2024), die zum Okres Trebišov, einem Kreis des Košický kraj, gehört. Sie ist Teil der traditionellen Landschaft Zemplín.

## Geographie
Die Gemeinde befindet sich im Süden des Ostslowakischen Tieflands, genauer noch in der Medzibodrožie (ungarisch Bodrogköz) genannten Landschaft zwischen dem Bodrog und der Theiß. Die ungarischen und ukrainischen Grenzen sind drei beziehungsweise sechs Kilometer von Biel entfernt. Das Ortszentrum liegt auf einer Höhe von 101 m n.m. und ist drei Kilometer von Čierna nad Tisou, zehn Kilometer von Kráľovský Chlmec sowie 62 Kilometer von Trebišov entfernt.
Nachbargemeinden sind Bačka und Boťany im Norden, Čierna nad Tisou im Osten, Veľké Trakany im Südosten, Dámóc (H) im Süden und Dobrá im Westen.

## Geschichte
Der Ort wurde zum ersten Mal 1214 als Beyle schriftlich erwähnt und war damals Gut des Geschlechts Tőke. Andere Gutsherren waren unter anderen Perényi im 15., Horváth im 16. sowie Sennyey vom 17. bis zum 20. Jahrhundert. 1557 gab es hier einen Meierhof und fünf Porta. 1787 zählte man 58 Häuser und 401 Einwohner und 1828 79 Häuser und 587 Einwohner, die in der Landwirtschaft, Obstbau, Viehhaltung sowie als Hersteller von Produkten aus Schilf beschäftigt waren.
Bis 1918/1919 gehörte der im Komitat Semplin liegende Ort zum Königreich Ungarn und kam danach zur Tschechoslowakei beziehungsweise heute Slowakei. Aufgrund des Ersten Wiener Schiedsspruchs lag er von 1938 bis 1944 nochmals in Ungarn.

## Bevölkerung
| Jahr                | 1994 | 2004    | 2014    | 2024    |
| ------------------- | ---- | ------- | ------- | ------- |
| Anzahl der Personen | 1299 | 1418    | 1451    | 1351    |
| Unterschied         |      | +9,16 % | +2,32 % | −6,89 % |

| Jahr                | 2023 | 2024    |
| ------------------- | ---- | ------- |
| Anzahl der Personen | 1357 | 1351    |
| Unterschied         |      | −0,44 % |

Nach der Volkszählung 2011 wohnten in Biel 1474 Einwohner, davon 1036 Magyaren, 366 Slowaken, elf Roma, jeweils zwei Deutsche und Russinen und jeweils ein Russe und Tscheche. 65 Einwohner machten diesbezüglich keine Angabe. 722 Einwohner bekannten sich zur römisch-katholischen Kirche, 342 Einwohner zur griechisch-katholischen Kirche, 225 Einwohner zur reformierten Kirche, 23 Einwohner zu den Zeugen Jehovas, elf Einwohner zur orthodoxen Kirche, drei Einwohner zur evangelischen Kirche A. B. und ein Einwohner zur Bahai-Religion; ein Einwohner bekannte sich zu einer anderen Konfession. 54 Einwohner waren konfessionslos und bei 92 Einwohnern wurde die Konfession nicht ermittelt.

## Bauwerke
- Sennyey-Landschloss im rokoko-klassizistischen Stil aus dem Jahr 1781, im 19. Jahrhundert mehrmals neu gestaltet, heute in schlechtem Zustand. Nebst dem Landschloss befindet sich eine römisch-katholische Kapelle im neogotischen Stil aus dem Jahr 1854
- reformierte Kirche aus dem Jahr 1936
- griechisch-katholische Kirche aus dem Jahr 1989